# Jarosława Szwiedowa
Jarosława Wiaczesławowna Szwiedowa, ros. Яросла́ва Вячесла́вовна Шве́дова (ur. 12 września 1987 w Moskwie) – kazachska tenisistka, do 2008 roku rosyjska, mistrzyni Wimbledonu 2010 i US Open 2010 w grze podwójnej, finalistka French Open 2010 w grze mieszanej, pierwsza osoba z Kazachstanu, która zdobyła tytuł wielkoszlemowy, klasyfikowana w rankingu WTA na 25. miejscu w grze pojedynczej (2012) i 3. w grze podwójnej (2016), medalistka igrzysk azjatyckich, reprezentantka Kazachstanu w Pucharze Federacji i Pucharze Hopmana, zdobywczyni nagrody WTA w kategorii „Powrót Roku” (2012).

## Kariera tenisowa
Jarosława Szwiedowa rozpoczęła treningi tenisowe w wieku ośmiu lat, zachęcona przez swojego ojca. W 2001 roku rozpoczęła występy w turniejach juniorskich Międzynarodowej Federacji Tenisowej. W 2004 doszła do finału wielkoszlemowego French Open w grze podwójnej dziewcząt w parze z Iriną Kotkiną; przegrały z Kateřiną Böhmovą i Michaëllą Krajicek. 12 września 2005 zajmowała najwyższe, 13. miejsce w mieszanym rankingu juniorskim.

### Gra pojedyncza
Status profesjonalnej tenisistki otrzymała w 2002 roku, występowała wówczas w barwach Rosji. W październiku 2003 po raz pierwszy wystąpiła w kwalifikacjach do zawodów WTA w Taszkencie, ale zagrała tam tylko jeden mecz. Po serii sukcesach w rozgrywkach kobiecych Międzynarodowej Federacji Tenisowej otrzymała dziką kartę od organizatorów turnieju w Filadelfii w 2005 i jest to jej oficjalny debiut w WTA Tour. Swój pierwszy mecz wygrała z Haną Šromovą 6:2, 6:1, po czym przegrała z Nadieżdą Pietrową. W lutym 2006 w swoim drugim występie zawodowym przeszła eliminacje w Memphis i doszła do drugiej rundy. W czerwcu przebrnęła eliminacje do Wimbledonu, odnotowując tym samym swój debiut w turnieju wielkoszlemowym. Nie udało jej się zakwalifikować do żadnych innych zawodów.
Jej nazwisko stało się znane niespodziewanie w lutym 2007, kiedy to jako zawodniczka numer 143 w rankingu WTA wygrała zmagania w Bengaluru. Po drodze pokonała Tamarine Tanasugarn, Sanię Mirzę i Marę Santangelo. Dzięki temu po raz pierwszy w karierze awansowała do czołowej setki światowej klasyfikacji. Na tym jednak szczęśliwa passa Rosjanki się zakończyła, bowiem do końca sezonu w kolejnych zawodach nie przechodziła drugiej rundy. W 2008 zmieniła obywatelstwo z rosyjskiego na kazachskie. Przyczyną była atrakcyjna oferta tamtejszej federacji tenisowej oraz fakt, że w Rosji jest wiele wysoko notowanych tenisistek i trudno jest tam dostać się do czołówki w swoim państwie, co z kolei blokuje możliwość występu w wielu zawodach. W tym samym czasie obywatelstwo zmieniła rodaczka Szwiedowej, Galina Woskobojewa, a nieco później również pochodząca z Bułgarii Sesił Karatanczewa. W swoim pierwszym sezonie w nowych barwach nie pokazała się jednak z najlepszej strony w grze pojedynczej, w żadnym turnieju nie dochodząc dalej niż do drugiej rundy.
Przerwała tę serię podczas French Open 2009, osiągając rundę trzecią; pokonała tam Kaię Kanepi i Arantxę Rus, uległa po trzysetowym meczu Marii Szarapowej. W lipcu po raz drugi w karierze doszła do ćwierćfinału turnieju WTA, tym razem miało to miejsce w Palermo, przegrała z Sarą Errani. Tydzień później w Bad Gastein znalazła się w półfinale, pokonana przez Andreę Petković. Podczas French Open 2010 po raz pierwszy w karierze doszła do indywidualnego ćwierćfinału turnieju wielkoszlemowego. Zdołała wyeliminować Agnieszkę Radwańską, Alisę Klejbanową, zatrzymując się dopiero na rozstawionej z czwartym numerem Jelenie Janković. W efekcie 21 czerwca zajmowała najwyższe, 21. miejsce w notowaniach WTA.
W roku 2011 ani razu nie przebrnęła drugiej rundy zawodowego turnieju. Wypadła do trzeciej setki światowej klasyfikacji. Feralną passę przełamała w lutym 2012, dochodząc do ćwierćfinału w Bogocie. Przegrała z Tímeą Babos. W kwietniu zagrała w trzeciej rundzie w Charleston, eliminując po drodze Yaninę Wickmayer. Wiosną wyrównała swoje najlepsze osiągnięcie wielkoszlemowe, dochodząc do ćwierćfinału French Open. W czwartej rundzie pokonała broniącą tytułu Li Na, a następnie uległa ówczesnej mistrzyni Wimbledonu, Petrze Kvitovej.
30 czerwca 2012 w meczu trzeciej rundy Wimbledonu przeciwko Sarze Errani, zdobyła złotego seta, to znaczy wygrała wszystkie punkty w partii. Spotkanie zakończyło się rezultatem 6:0, 6:4 na korzyść Kazaszki. Jest to pierwszy przypadek w historii, gdy złotego seta ustanowiła kobieta. Wcześniej dokonał tego jedynie Bill Scanlon w 1985 roku w Delray Beach w starciu z Marcosem Hocevarem. W 2006 Szwiedowa była bliska tego osiągnięcia, w meczu z Amy Frazier w drugiej rundzie w Memphis zapisała na swoim koncie dwadzieścia trzy punkty z rzędu w jednym secie i ostatecznie przegrała z Amerykanką 6:1, 0:6, 0:6.
W kwietniu 2013 roku osiągnęła ćwierćfinał zawodów w Stuttgarcie, ulegając w nim Angelique Kerber 3:6, 6:7(2).
W kwietniu 2015 awansowała do finału zawodów rangi WTA International Series w Bogocie, gdzie w finale uległa Telianie Pereirze 6:7(2), 1:6. W listopadzie zwyciężyła w zawodach kategorii WTA Challenger Tour w Hua Hin. W finale pokonała Naomi Ōsakę wynikiem 6:4, 6:7(8), 6:4.

### Gra podwójna
Jarosława Szwiedowa znana jest z osiągnięć w grze podwójnej. Według stanu na 9 lipca 2016, wygrała czternaście turniejów w tej konkurencji, w tym dwa wielkoszlemowe. 6 czerwca 2011 zajmowała czwarte miejsce w klasyfikacji deblistek WTA.
W swoim debiucie w tej konkurencji podczas zawodów w Memphis w 2006 roku doszła do półfinału. W zaledwie trzecim występie w ramach WTA, a pierwszym starcie wielkoszlemowym, awansowała ze Stéphanie Foretz do ćwierćfinału US Open 2007. Przegrały tam z rozstawionymi Vladimíra Uhlířovą i Ágnes Szávay. Dzięki temu wynikowi znalazła się w drugiej setce notowań WTA. Jesienią doszła do półfinału w Kolkacie. W 2008 roku startowała z różnymi partnerkami, osiągając najlepszy rezultat w Cincinnati. Tam w finale z Hsieh Su-wei uległy po trzech wyrównanych setach Marii Kirilenko i Nadieżdzie Pietrowej.
W lutym 2009 w parze z Tamarine Tanasugarn odniosła pierwsze turniejowe zwycięstwo, triumfując w Pattaya. Trzy miesiące później z İpek Şenoğlu znalazła się w półfinale w Rzymie, gdzie pokonały utytułowane rywalki: Virginię Ruano Pascual, Zheng Jie, Agnieszkę Radwańską, Květę Peschke i Lisę Raymond.
Po kilku z rzędu porażkach w pierwszych rundach na początku roku 2010 wypadła z grona pięćdziesięciu najlepszych deblistek globu. W kwietniu z Mariją Kondratiewą awansowała do finału w Marbelli. W czerwcu była również wicemistrzynią w ’s-Hertogenbosch u boku Vanii King. Dwa tygodnie później tenisistki te wywalczyły mistrzostwo wielkoszlemowe w ramach Wimbledonu. Wystąpiły jako debel nierozstawiony, pokonały we wcześniejszych rundach Liezel Huber, Szachar Pe’er, Nadieżdę Pietrową, Samanthę Stosur, Květę Peschke i Katarinę Srebotnik, a w finale Jelenę Wiesninę i Wierę Zwonariową. Szwiedowa została pierwszą osobą z Kazachstanu w dziejach, która wygrała tytuł wielkoszlemowy. Był to jej drugi sukces w karierze.
Po sensacyjnie słabych występach w letnim cyklu amerykańskich turniejów, Szwiedowa i King w Nowym Jorku ponownie sięgnęły po wielkoszlemowe mistrzostwo. Do listy pokonanych dodały najwyżej notowane wówczas Giselę Dulko i Flavię Pennettę. W półfinale ograły Carę Black i Anastasiję Rodionową, a w finale Liezel Huber i Nadieżdę Pietrową. Dla Szwiedowej był to trzeci profesjonalny tytuł w kolekcji. Po nowojorskim turnieju w duecie z King osiągnęła jedynie półfinał w Pekinie, a pierwszy mecz Mistrzostw WTA przegrała z Dulko i Pennettą.
Wiosną 2011 po dojściu do finału w Madrycie ustanowiła swój najlepszy wynik w Roland Garros, kończąc zmagania na półfinale. Amerykanka i Kazaszka nie obroniły trofeum wimbledońskiego, jako najwyżej rozstawiona para w drugiej rundzie z kretesem przegrywając ze Stosur i Lisicki. W lipcu zdołały wygrać turniej w Waszyngtonie. Miesiąc później triumfowały też w Cincinnati, ale w finale US Open musiały uznać wyższość Huber i Raymond. Mecz ten zakończył się wynikiem 6:4, 6:7, 6:7. W październiku zwyciężyły w Moskwie, ale ponownie przegrały mecz otwarcia Mistrzostw WTA.
W styczniu 2012 Szwiedowa po raz pierwszy awansowała do ćwierćfinału w Melbourne, gdzie przegrała z Andreą Hlaváčkovą i Lucie Hradecką. W kwietniu została wicemistrzynią w Charleston po finale z Anastasiją Pawluczenkową i Lucie Šafářovą; tym razem partnerowała jej Anabel Medina Garrigues.
Na początku sezonu wspólnie z Julią Görges osiągnęła finał rywalizacji w Auckland. Sięgnęła też po tytuł w debiutującym w rozgrywkach WTA Tour turnieju we Florianópolis. Razem z Mediną Garrigues pokonały w finale parę Anne Keothavong i Walerija Sawinych wynikiem 6:0, 6:4. W turnieju rangi WTA International Series w Taszkencie awansowała do finału, razem z Tímeą Babos wygrywając 6:3, 6:3 nad parą Mandy Minella–Wolha Hawarcowa. W listopadzie osiągnęła dwa finały rozgrywek WTA Challenger Tour – w Nankinie przegrała, zaś w Tajpej została mistrzynią.
W sezonie 2014 Szwiedowa razem z Mediną Garrigues triumfowały w dwóch turniejach. Najpierw obroniły tytuł we Florianópolis, zwyciężając 7:6(1), 2:6, 10–3 z Francescą Schiavone i Silvią Soler Espinosą. Miesiąc później w Charleston pokonały Chan Hao-ching wraz z Chan Yung-jan wynikiem 7:6(4), 6:2.
W maju 2015 Kazaszka w parze z Casey Dellacquą triumfowała w zawodach rangi WTA Premier Mandatory w Madrycie, w finale pokonując Garbiñe Muguruzę oraz Carlę Suárez Navarro 6:3, 6:7(4), 10–5. Podczas French Open i US Open australijsko-kazachski debel awansował do finałów, w których przegrywał: w pierwszym z nich z Bethanie Mattek-Sands i Lucie Šafářovą 6:3, 4:6, 2:6, natomiast w drugim z Martiną Hingis i Sanią Mirza 3:6, 3:6. Razem z Dellacquą w meczu mistrzowskim w Cincinnati uległy 5:7, 4:6 Chan Hao-ching i Chan Yung-jan. W październiku razem z Alizé Cornet triumfowała w Hongkongu, gdzie wygrały 7:5, 6:4 nad Larą Arruabarreną i Andreją Klepač.
W sezonie 2016 Szwiedowa razem z Tímeą Babos osiągnęły finał w Miami, w którym nie sprostały Bethanie Mattek-Sands i Lucie Šafářovej 3:6, 4:6. Wynikiem 6:1, 6:1 zakończył się mecz finałowy w ’s-Hertogenbosch, gdzie Kazaszka i Oksana Kalasznikowa pokonały Xenię Knoll i Aleksandrę Krunić. Wspólnie z Babos zanotowały wielkoszlemowy finał na kortach trawiastych Wimbledonu, ale przegrały w nim z siostrami Sereną i Venus Williams 3:6, 4:6.
Łącznie Kazaszka zagrała w sześciu wielkoszlemowych finałach w grze podwójnej, w tym cztery przegrała.

### Gra mieszana
W 2010 roku Szwiedowa zagrała w finale French Open w grze mieszanej. Jej partnerem był Austriak Julian Knowle, a w decydującym starciu ulegli Katarinie Srebotnik i Nenadowi Zimonjiciowi. Ponadto z tym samym partnerem osiągnęła ćwierćfinał Wimbledonu 2010. Z Denisem Istominem osiągnęła półfinał Australian Open 2013

### Występy reprezentacyjne
Od 2009 reprezentuje Kazachstan w turnieju o Puchar Federacji. W 2012 roku uczestniczyła w igrzyskach olimpijskich. Zarówno w grze pojedynczej, jak i podwójnej osiągnęła drugą rundę zawodów.
W 2010 i 2011 roku reprezentowała Kazachstan w rozgrywkach o Puchar Hopmana, w obu przypadkach razem z Andriejem Gołubiewem. W swoim pierwszym starcie zajęli drugie miejsce w grupie za Brytyjczykami, Laurą Robson i Andym Murrayem, w drugim nie wygrali ani jednej konfrontacji grupowej.

## Życie prywatne
Jarosława Szwiedowa urodziła się w Moskwie. Jej rodzice to Wiaczesław Szwiedow i jego żona Nurzja, profesjonalna biegaczka. Tenisistka ma brata o imieniu Pavel, który jest studentem. W 2008 zdecydowała się na zmianę obywatelstwa z rosyjskiego na kazachskie, pomimo to nadal mieszka i trenuje w Moskwie.

## Historia występów wielkoszlemowych
Legenda
     W, wygrany turniej
     F, przegrana w finale
     SF, przegrana w półfinale
     QF, przegrana w ćwierćfinale
     xR, przegrana w x rundzie
     Qx, przegrana w x rundzie kwalifikacji
     A, brak startu
     NH, turniej nie odbył się

### Występy w grze pojedynczej
|                        | Rosja | Rosja | Rosja | Rosja | Rosja | Rosja | Kazachstan | Kazachstan | Kazachstan | Kazachstan | Kazachstan | Kazachstan | Kazachstan | Kazachstan | Kazachstan | Kazachstan     | Kazachstan     | Kazachstan | Kazachstan |        |         |  |  |  |  |  |
| Turniej                | 2002  | 2003  | 2004  | 2005  | 2006  | 2007  | 2008       | 2009       | 2010       | 2011       | 2012       | 2013       | 2014       | 2015       | 2016       | 2017           | 2018–2019      | 2020       | 2021       | Tytuły | Z–P     |  |  |  |  |  |
| Australian Open        | A     | A     | A     | A     | A     | Q3    | 2R         | 1R         | 2R         | A          | Q1         | 1R         | 1R         | 3R         | 2R         | 1R             | przerwa w grze | A          | 1R         | 0 / 9  | 5 – 9   |  |  |  |  |  |
| French Open            | A     | A     | A     | A     | Q1    | 1R    | Q1         | 3R         | QF         | 1R         | QF         | 2R         | 2R         | 1R         | 1R         | 1R             | przerwa w grze | A          | A          | 0 / 10 | 12 – 10 |  |  |  |  |  |
| Wimbledon              | A     | A     | A     | A     | 1R    | 1R    | Q2         | 2R         | 2R         | 1R         | 4R         | 2R         | 4R         | 1R         | QF         | przerwa w grze | przerwa w grze | NH         | A          | 0 / 10 | 13 – 9  |  |  |  |  |  |
| US Open                | A     | A     | A     | A     | Q3    | 1R    | 1R         | 3R         | 1R         | Q3         | 2R         | 3R         | 1R         | Q3         | 4R         | przerwa w grze | przerwa w grze | A          | 1R         | 0 / 9  | 8 – 9   |  |  |  |  |  |
|                        |       |       |       |       |       |       |            |            |            |            |            |            |            |            |            |                |                |            |            |        |         |  |  |  |  |  |
| Ranking na koniec roku | –     | 494   | 756   | 315   | 132   | 89    | 91         | 53         | 39         | 206        | 29         | 81         | 66         | 82         | 33         | 292            | –              | –          | 433        | 0 / 38 | 38 – 37 |  |  |  |  |  |

### Występy w grze podwójnej
|                        | Rosja | Rosja | Rosja | Rosja | Rosja | Rosja | Kazachstan | Kazachstan | Kazachstan | Kazachstan | Kazachstan | Kazachstan | Kazachstan | Kazachstan | Kazachstan | Kazachstan     | Kazachstan     | Kazachstan | Kazachstan |        |         |  |  |  |  |  |  |
| Turniej                | 2002  | 2003  | 2004  | 2005  | 2006  | 2007  | 2008       | 2009       | 2010       | 2011       | 2012       | 2013       | 2014       | 2015       | 2016       | 2017           | 2018–2019      | 2020       | 2021       | Tytuły | Z–P     |  |  |  |  |  |  |
| Australian Open        | A     | A     | A     | A     | A     | A     | 1R         | 1R         | 1R         | A          | QF         | 1R         | 2R         | 2R         | 2R         | 3R             | przerwa w grze | A          | 1R         | 0 / 10 | 8 – 10  |  |  |  |  |  |  |
| French Open            | A     | A     | A     | A     | A     | 1R    | 1R         | 1R         | 1R         | SF         | QF         | 2R         | 2R         | F          | 3R         | 1R             | przerwa w grze | A          | A          | 0 / 11 | 15 – 10 |  |  |  |  |  |  |
| Wimbledon              | A     | A     | A     | A     | A     | A     | 2R         | 2R         | W          | 2R         | 3R         | A          | 3R         | QF         | F          | przerwa w grze | przerwa w grze | NH         | A          | 1 / 8  | 21 – 7  |  |  |  |  |  |  |
| US Open                | A     | A     | A     | A     | A     | QF    | 1R         | 2R         | W          | F          | 3R         | 1R         | 2R         | F          | 3R         | przerwa w grze | przerwa w grze | A          | 1R         | 1 / 11 | 24 – 10 |  |  |  |  |  |  |
|                        |       |       |       |       |       |       |            |            |            |            |            |            |            |            |            |                |                |            |            |        |         |  |  |  |  |  |  |
| Ranking na koniec roku | 955   | 780   | –     | –     | 242   | 111   | 42         | 49         | 7          | 5          | 26         | 59         | 24         | 6          | 14         | 37             | –              | –          | 827        | 2 / 40 | 68 – 37 |  |  |  |  |  |  |

### Występy w grze mieszanej
|                 | Rosja | Rosja | Rosja | Rosja | Rosja | Rosja | Kazachstan | Kazachstan | Kazachstan | Kazachstan | Kazachstan | Kazachstan | Kazachstan | Kazachstan | Kazachstan | Kazachstan     | Kazachstan     | Kazachstan | Kazachstan |        |         |  |  |  |  |  |  |
| Turniej         | 2002  | 2003  | 2004  | 2005  | 2006  | 2007  | 2008       | 2009       | 2010       | 2011       | 2012       | 2013       | 2014       | 2015       | 2016       | 2017           | 2018–2019      | 2020       | 2021       | Tytuły | Z–P     |  |  |  |  |  |  |
| Australian Open | A     | A     | A     | A     | A     | A     | A          | A          | A          | A          | 2R         | SF         | A          | 1R         | 2R         | A              | przerwa w grze | A          | 1R         | 0 / 5  | 5 – 5   |  |  |  |  |  |  |
| French Open     | A     | A     | A     | A     | A     | A     | A          | A          | F          | A          | 1R         | A          | SF         | 1R         | 2R         | 2R             | przerwa w grze | NH         | A          | 0 / 6  | 9 – 6   |  |  |  |  |  |  |
| Wimbledon       | A     | A     | A     | A     | A     | A     | A          | 2R         | QF         | 2R         | 3R         | A          | A          | A          | SF         | przerwa w grze | przerwa w grze | NH         | A          | 0 / 5  | 9 – 5   |  |  |  |  |  |  |
| US Open         | A     | A     | A     | A     | A     | A     | A          | A          | 2R         | 3R         | A          | A          | A          | QF         | QF         | przerwa w grze | przerwa w grze | NH         | QF         | 0 / 5  | 7 – 5   |  |  |  |  |  |  |
|                 |       |       |       |       |       |       |            |            |            |            |            |            |            |            |            |                |                |            |            |        |         |  |  |  |  |  |  |
|                 |       |       |       |       |       |       |            |            |            |            |            |            |            |            |            |                |                |            |            | 0 / 21 | 30 – 21 |  |  |  |  |  |  |

## Finały turniejów WTA
| Legenda                     | Legenda |
| --------------------------- | ------- |
| Wielki Szlem                |         |
| Igrzyska olimpijskie        |         |
| WTA Tour Championships      |         |
| 1988 – 2008                 |         |
| Kategoria I                 |         |
| Kategoria II                |         |
| Kategoria III               |         |
| Kategoria IV                |         |
| Kategoria V                 |         |
| 2009 – 2020                 |         |
| WTA Premier Mandatory       |         |
| WTA Premier 5               |         |
| WTA Premier                 |         |
| WTA International Series    |         |
| WTA 125K series (2012–2020) |         |

### Gra pojedyncza 2 (1–1)
| Końcowy wynik | Nr | Data             | Turniej   | Nawierzchnia | Przeciwniczka   | Wynik finału |
| ------------- | -- | ---------------- | --------- | ------------ | --------------- | ------------ |
| Zwyciężczyni  | 1. | 18 lutego 2007   | Bengaluru | Twarda       | Mara Santangelo | 6:4, 6:4     |
| Finalistka    | 1. | 19 kwietnia 2015 | Bogota    | Ceglana      | Teliana Pereira | 6:7(2), 1:6  |

### Gra podwójna 28 (13–15)
| Końcowy wynik | Nr  | Data                 | Turniej          | Nawierzchnia  | Partnerka               | Przeciwniczki                             | Wynik finału        |
| ------------- | --- | -------------------- | ---------------- | ------------- | ----------------------- | ----------------------------------------- | ------------------- |
| Finalistka    | 1.  | 17 sierpnia 2008     | Cincinnati       | Twarda        | Hsieh Su-wei            | Marija Kirilenko Nadieżda Pietrowa        | 3:6, 6:4, 8–10      |
| Zwyciężczyni  | 1.  | 15 lutego 2009       | Pattaya          | Twarda        | Tamarine Tanasugarn     | Julija Bejhelzimer Witalija Djaczenko     | 6:3, 6:2            |
| Finalistka    | 2.  | 11 kwietnia 2010     | Marbella         | Ceglana       | Marija Kondratjewa      | Sara Errani Roberta Vinci                 | 4:6, 2:6            |
| Finalistka    | 3.  | 19 czerwca 2010      | ’s-Hertogenbosch | Trawiasta     | Vania King              | Ałła Kudriawcewa Anastasija Rodionowa     | 6:3, 3:6, 6–10      |
| Zwyciężczyni  | 2.  | 3 lipca 2010         | Wimbledon        | Trawiasta     | Vania King              | Jelena Wiesnina Wiera Zwonariowa          | 7:6(6), 6:2         |
| Zwyciężczyni  | 3.  | 13 września 2010     | US Open          | Twarda        | Vania King              | Liezel Huber Nadieżda Pietrowa            | 2:6, 6:4, 7:6(4)    |
| Finalistka    | 4.  | 15 maja 2011         | Rzym             | Ceglana       | Vania King              | Peng Shuai Zheng Jie                      | 2:6, 3:6            |
| Zwyciężczyni  | 4.  | 31 lipca 2011        | Waszyngton       | Twarda        | Sania Mirza             | Wolha Hawarcowa Ałła Kudriawcewa          | 6:3, 6:3            |
| Zwyciężczyni  | 5.  | 21 sierpnia 2011     | Cincinnati       | Twarda        | Vania King              | Natalie Grandin Vladimíra Uhlířová        | 6:4, 3:6, 11–9      |
| Finalistka    | 5.  | 11 września 2011     | US Open          | Twarda        | Vania King              | Liezel Huber Lisa Raymond                 | 6:4, 6:7(5), 6:7(3) |
| Finalistka    | 6.  | 16 października 2011 | Osaka            | Twarda        | Vania King              | Kimiko Date-Krumm Zhang Shuai             | 5:7, 6:3, 9–11      |
| Zwyciężczyni  | 6.  | 23 października 2011 | Moskwa           | Twarda (hala) | Vania King              | Anastasija Rodionowa Galina Woskobojewa   | 7:6(3), 6:3         |
| Finalistka    | 7.  | 8 kwietnia 2012      | Charleston       | Ceglana       | Anabel Medina Garrigues | Anastasija Pawluczenkowa Lucie Šafářová   | 7:5, 4:6, 6–10      |
| Finalistka    | 8.  | 5 maja 2012          | Estoril          | Ceglana       | Galina Woskobojewa      | Chuang Chia-jung Zhang Shuai              | 6:4, 1:6, 9–11      |
| Finalistka    | 9.  | 5 stycznia 2013      | Auckland         | Twarda        | Julia Görges            | Cara Black Anastasija Rodionowa           | 6:2, 2:6, 5–10      |
| Zwyciężczyni  | 7.  | 1 marca 2013         | Florianópolis    | Twarda        | Anabel Medina Garrigues | Anne Keothavong Walerija Sawinych         | 6:0, 6:4            |
| Zwyciężczyni  | 8.  | 14 września 2013     | Taszkent         | Twarda        | Tímea Babos             | Mandy Minella Wolha Hawarcowa             | 6:3, 6:3            |
| Zwyciężczyni  | 9.  | 28 lutego 2014       | Florianópolis    | Twarda        | Anabel Medina Garrigues | Francesca Schiavone Sílvia Soler Espinosa | 7:6(1), 2:6, 10–3   |
| Zwyciężczyni  | 10. | 6 kwietnia 2014      | Charleston       | Ceglana       | Anabel Medina Garrigues | Chan Hao-ching Chan Yung-jan              | 7:6(4), 6:2         |
| Zwyciężczyni  | 11. | 9 maja 2015          | Madryt           | Ceglana       | Casey Dellacqua         | Garbiñe Muguruza Carla Suárez Navarro     | 6:3, 6:7(4), 10–5   |
| Finalistka    | 10. | 7 czerwca 2015       | French Open      | Ceglana       | Casey Dellacqua         | Bethanie Mattek-Sands Lucie Šafářová      | 6:3, 4:6, 2:6       |
| Finalistka    | 11. | 23 sierpnia 2015     | Cincinnati       | Twarda        | Casey Dellacqua         | Chan Hao-ching Chan Yung-jan              | 5:7, 4:6            |
| Finalistka    | 12. | 13 września 2015     | US Open          | Twarda        | Casey Dellacqua         | Martina Hingis Sania Mirza                | 3:6, 3:6            |
| Zwyciężczyni  | 12. | 18 października 2015 | Hongkong         | Twarda        | Alizé Cornet            | Lara Arruabarrena Andreja Klepač          | 7:5, 6:4            |
| Finalistka    | 13. | 3 kwietnia 2016      | Miami            | Twarda        | Tímea Babos             | Bethanie Mattek-Sands Lucie Šafářová      | 3:6, 4:6            |
| Zwyciężczyni  | 13. | 11 czerwca 2016      | ’s-Hertogenbosch | Trawiasta     | Oksana Kalasznikowa     | Xenia Knoll Aleksandra Krunić             | 6:1, 6:1            |
| Finalistka    | 14. | 9 lipca 2016         | Wimbledon        | Trawiasta     | Tímea Babos             | Serena Williams Venus Williams            | 3:6, 4:6            |
| Finalistka    | 15. | 18 lutego 2017       | Doha             | Twarda        | Olha Sawczuk            | Abigail Spears Katarina Srebotnik         | 3:6, 6:7(7)         |

### Gra mieszana 1 (0–1)
| Końcowy wynik | Nr | Data           | Turniej     | Nawierzchnia | Partner       | Przeciwnicy                       | Wynik finału      |
| ------------- | -- | -------------- | ----------- | ------------ | ------------- | --------------------------------- | ----------------- |
| Finalistka    | 1. | 3 czerwca 2010 | French Open | Ceglana      | Julian Knowle | Katarina Srebotnik Nenad Zimonjić | 6:4, 6:7(5), 9–11 |

## Finały turniejów WTA 125K series

### Gra pojedyncza 1 (1–0)
| Końcowy wynik | Nr | Data              | Turniej | Nawierzchnia | Przeciwniczka | Wynik finału     |
| ------------- | -- | ----------------- | ------- | ------------ | ------------- | ---------------- |
| Zwyciężczyni  | 1. | 15 listopada 2015 | Hua Hin | Twarda       | Naomi Ōsaka   | 6:4, 6:7(8), 6:4 |

### Gra podwójna 2 (1–1)
| Końcowy wynik | Nr | Data              | Turniej | Nawierzchnia    | Partnerka       | Przeciwniczki                          | Wynik finału |
| ------------- | -- | ----------------- | ------- | --------------- | --------------- | -------------------------------------- | ------------ |
| Finalistka    | 1. | 3 listopada 2013  | Nankin  | Twarda          | Zhang Shuai     | Misaki Doi Xu Yifan                    | 1:6, 4:6     |
| Zwyciężczyni  | 1. | 10 listopada 2013 | Tajpej  | Dywanowa (hala) | Caroline Garcia | Anna-Lena Friedsam Alison Van Uytvanck | 6:3, 6:3     |

## Występy w Turnieju Mistrzyń

### W grze podwójnej
| Rok  | Rezultat    | Partnerka       | Przeciwniczki                        | Wynik             |
| 2010 | Półfinał    | Vania King      | Gisela Dulko Flavia Pennetta         | 4:6, 4:6          |
| 2011 | Półfinał    | Vania King      | Květa Peschke Katarina Srebotnik     | 3:6, 4:6          |
| 2015 | wycofanie   | Casey Dellacqua | nie wystąpiły                        | nie wystąpiły     |
| 2016 | Ćwierćfinał | Tímea Babos     | Bethanie Mattek-Sands Lucie Šafářová | 7:5, 6:7(6), 2–10 |

## Finały juniorskich turniejów wielkoszlemowych

### Gra podwójna (1)
| Końcowy wynik | Rok  | Turniej     | Nawierzchnia | Partnerka     | Przeciwniczki                       | Wynik finału |
| Finalistka    | 2004 | French Open | Ceglana      | Irina Kotkina | Kateřina Böhmová Michaëlla Krajicek | 3:6, 2:6     |